# Carnforth
Carnforth – miasto w Wielkiej Brytanii, w Anglii, w regionie North West England, w hrabstwie Lancashire, w dystrykcie Lancaster. W 2001 roku miasto liczyło 5350 mieszkańców. Carnforth jest wspomniana w Domesday Book (1086) jako Chreneforde.